# 芒特莱克泰勒斯 (华盛顿州)
山河阳台（英文：Mountlake Terrace），是美国华盛顿州斯诺霍米什县下属的一座城市。根据 2000年美国人口普查，该市有人口20,362人。根据2010年美国人口普查，该市有人口19,909人。而2011年估计该市有20,165人。